# حماية الوصول للشيفرة
حماية الوصول للشفرة في إطار عمل مايكروسوفت دوت نت، هو حل مايكروسوفت لمنع التعليمات البرمجية غير الموثوق بها من تنفيذ إجراءات مميزة. عندما يقوم وقت التنفيذ المشترك للغات (CLR) بتحميل المُجمع فإنه سيحصل على دليل التجميع ويستخدم هذا التعريف مجموعة التعليمات البرمجية التي ينتمي إليها التجميع. تحتوي مجموعة التعليمات البرمجية على مجموعة أذونات (واحد أو أكثر من الأذونات). ستقوم التعليمة البرمجية التي تنفذ إجراءًا متميزًا بإجراء طلب وصول إلى التعليمات البرمجية والذي سيؤدي إلى تسجيل وقت التنفيذ المشترك للغات لأعلى مكدس استدعاءات وفحص مجموعة الأذونات الممنوحة للمجمع في كل طريقة في مكدس الاستدعاءات. يتم تحديد مجموعات الرموز ومجموعات الأذونات من قِبل مسؤول الجهاز الذي يحدد سياسة الأمان.